# Караме
Кара́ме или Эль-Карама (араб. الكرامة‎) — городок в Иордании, недалеко от Моста короля Хусейна, который ведёт через реку Иордан. По реке проходит граница между Иорданией и территорией Западного берега, подконтрольной Израилю. Расположен на высоте 188 м ниже уровня моря.
Здесь 21 марта 1968 года состоялось Сражение при Караме, которое стало важной вехой в истории ФАТХа. В 1968 году город служил политической и военной базой Движения за национальное освобождение Палестины Арафата.